# Lucas Scupin
Lucas Scupin (* 24. Juli 1991 in Berlin) ist ein ehemaliger deutscher Kinder- und Jugenddarsteller und heutiger Rechtsanwalt.

## Leben
Im Alter von zehn Jahren stand Lucas Scupin erstmals im Hans Otto Theater in Potsdam auf der Bühne und übernahm Rollen in einigen Inszenierungen. Nach verschiedenen Werbeauftritten spielte er die Rolle des Schülers Felix Kindermann in der Jugendserie Schloss Einstein und war hier in den Folgen 285 bis 426 zu sehen.
Im Rahmen seines Engagements in der Serie wirkte Scupin mit einigen anderen Darstellern aus Schloss Einstein im Filmpark Babelsberg am 14. August 2004 beim Casting-Day sowie im Jahr 2005 bei einem „Wissenstag für Kinder“ mit. Weitere Fernsehauftritte hatte er bei „quergelesen“ und „Reläxx“.
Nach seinem Abitur studierte er Jura an der Ruprecht-Karls-Universität Heidelberg und ist heute als Rechtsanwalt tätig.